# Len Deighton
Len Deighton, född 18 februari 1929 i London, är en brittisk författare.
Innan Deighton började skriva, tillhörde han RAF:s Special Investigation-avdelning, arbetade som steward inom trafikflyget och seglade jorden runt. 
Len Deighton hade svårigheter att hitta något förlag som ville publicera hans debutroman, The Ipcress File (1962; 'Fallet Ipcress'). Boken blev dock en stor succé och flera andra spionromaner har följt, såsom Funeral in Berlin (1964), An Expensive Place to Die (1967; 'En dyr plats att dö på').
Till Deightons mest kända böcker hör de nio romanerna om Bernard Samson som arbetar vid den brittiska underrättelsetjänsten. Böckerna kan läsas separat men är indelade i tre trilogier: Byte i Berlin, Möte i Mexico och Lösning i London (1983-1985), Spionbetet, Spionlinan och Spionkroken (1989–1991) samt den avslutande trilogin Tro, Hopp, …och kärlek (1997–1999) där alla intrigtrådar slutligen knyts ihop.
Flera av Deightons romaner har filmats.
Hans mor var restaurangkock vilket har resulterat i några kokböcker.

### Harry Palmer
- The ipcress file 1962 (Fallet Ipcress 1962)
- Horse under water 1963 (Sjöhästen 1964)
- Funeral in Berlin 1964 (Begravning i Berlin 1965)
- The billion dollar brain 1966 (Miljondollarhjärnan 1969)
- An expensive place to die 1967 (En dyr plats att dö på 1968)

### Bernard Samson
- Berlin game 1983 (Byte i Berlin 1984)
- Mexico set 1985 (Möte i Mexico 1985)
- London match 1985 (Lösning i London 1986)
- Winter: A novel of a Berlin family 1987 (Winter 1988)
- Spy hook 1988 ((Spion) Betet 1989)
- Spy line 1989 ((Spion) Linan 1990)
- Spy sinker 1990 ((Spion) Kroken 1991)
- Faith 1994 (Tro 1997)
- Hope 1995 (Hopp 1998)
- Charity 1996 (...och kärlek 1999)

### Övrigt - utgivet på svenska
- Only when I larf 1968 (Bara när jag skrattar 1969)
- Bomber 1970 (Anfallet mot Krefeld 1970, utgiven i Det Bästas Bokval)
- Spy story 1974 (Krigsspel 1976)
- Yesterday's spy 1975 (Tack för igår 1977)
- Twinkle twinkle little spy även kallad Catch'a falling spy 1976 (Avhopparen 1978)
- Fighter - the true story of tje battle of Britain 1977 (Jaktpiloterna - sanningen om slaget om Storbritannien 1980)
- SS-GB 1978 (London tillhör oss 1979)
- Blitzkrieg - from the rise of Hitler to the fall of Dunkirk 1979 (Blixtkrig - från Hitlers uppgång till Dunkerques fall 1981)
- XPD 1981 (XPD 1982)
- Goodbye, Mickey Mouse 1982 (Farväl, Mickey Mus 1983)
- Mamista 1991 (Mamista 1992)
- City of gold 1992 (Guldstaden 1993)
- Violent ward 1993 (Sluten avdelning 1995)

### Kokböcker på engelska
- Ou est le garlic – French Cook Book 1965
- Basic French Cookery Course 1990
- ABC OF FRENCH FOOD 1990
- Action Cook Book 1999, 2009

## Priser och utmärkelser
- The Martin Beck award 1984